# 이브 프럼

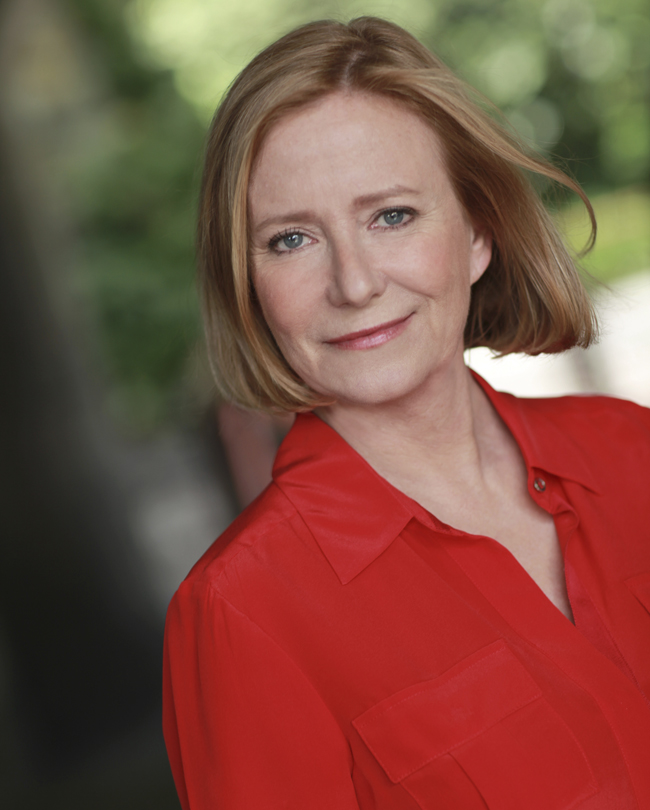

이브 플럼(Eve Plumb, 1958년 4월 29일 ~ )은 미국의 배우, 화가이다.
버뱅크에서 태어났다.

## 출연 작품
- 블루 루인 (2013년)
- 어디에도 없는 영화 (1997년)
- 한 지붕 한 가족 (1995년)
- 아임 고너 깃 유 서카 (1988년)
- 폭풍의 다리 (1980년)
- 딕 트레이시 (1967년)

### 텔레비전
- 개구쟁이 6남매 (1969-74)
- 작은 아씨들 (1978년)
- 사랑의 유람선 (1978-82)
- 꿈꾸는 낙원 (1979-81)